# Jerome Podwil
Jerome Podwil, né le 3 juillet 1938 à New York, est un peintre et illustrateur américain,.

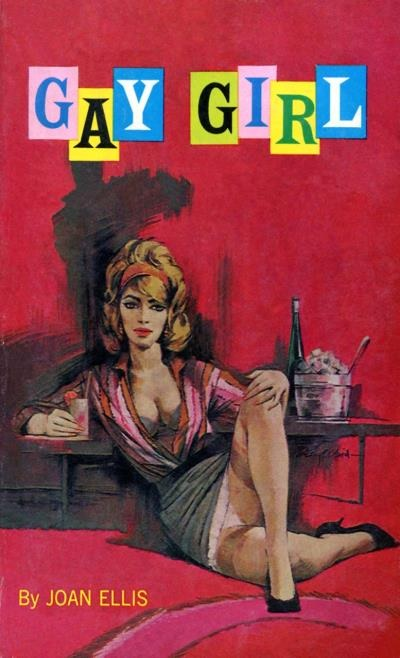
Gay Girl (Jerome Podwil, 1962)

## Biographie
Jerome Podwil a travaillé comme illustrateur de couvertures de livres pour Ace Books. En tant qu'artiste, il est parfois appelé juste Podwil.